# Centrale nucléaire d'Oldbury
La centrale nucléaire d'Oldbury est une centrale nucléaire définitivement à l'arrêt, située à Oldbury-on-Severn près de l'embouchure du fleuve Severn, dans le Sud du Gloucestershire.

## Infrastructure
La centrale était équipée de deux réacteurs du type Magnox de puissance nominale 217 MWe chacun (434 MWe au total). Elle avait été raccordée au réseau en 1968. Le réacteur Oldbury 2 a été fermé en juin 2011. Le réacteur Oldbury 2 avait auparavant obtenu une prolongation de sa durée de vie jusqu'à la fin 2012, mais son arrêt a eu lieu en février 2012.
Selon le directeur du site, les deux réacteurs auraient dû être mis à l'arrêt en 2008, mais les normes de sécurité élevées du site leur ont fait gagner trois années d'exploitation supplémentaires.
Une coentreprise constituée par les Allemands E.ON AG et RWE a racheté le site d'Oldbury dans le but de bâtir d'ici 2025 une nouvelle centrale.